# 복강동맥

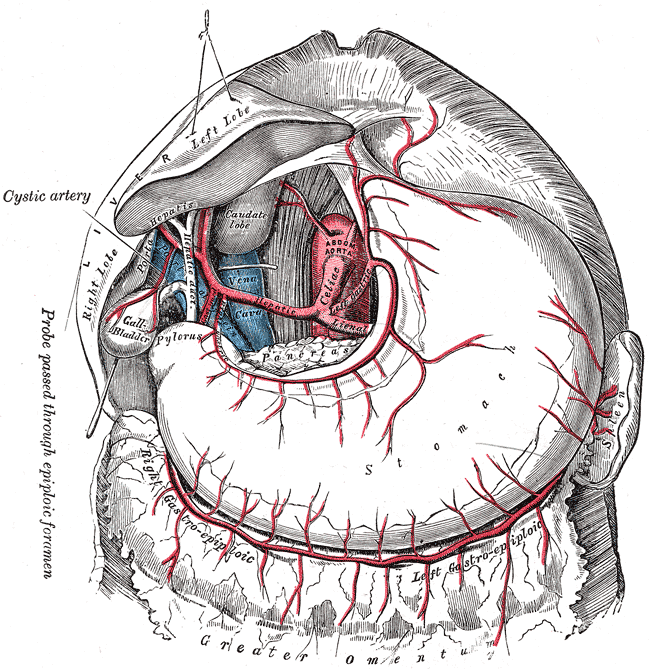
복강동맥과 그 가지

복강동맥(腹腔動脈, celiac artery)은 복부 대동맥의 앞으로부터 시작된 주요 가지(branch)이다. 길이는 약 1.25센티미터에 달한다. 인간의 경우 등뼈 12(T12) 대동맥에서 가지가 시작된다.
복강동맥은 산소포화혈액을 간, 위, 식도, 비장, 십이지장, 이자에 전달한다.